# 이로쿼이 연맹
이로쿼이 연맹(프랑스어: Iroquois [ˈɪrəkwɔɪ][*] Confederacy)은 북미대륙 동북부, 오늘날의 업스테이트 뉴욕을 중심으로 거주한 이로쿼이 제족들의 부족연맹체다. 그들 스스로는 호디노쇼니(세네카어: Haudenosaunee [ˌhoʊdɪnoʊˈʃoʊni])라고 자칭했다. 이로쿼이라는 말은 식민개척 시대에 프랑스인들이 부른 이름이다.
이로쿼이 연맹은 카니엔케하카(모호크), 오뇨타아카(오네이다), 오논다게가(오논다가), 가요고호노(카유가), 오논도와가(세네카)의 다섯 부족의 연맹이었으며, 그래서 단순히 오족연맹(영어: Five Nations)이라고도 했다. 1722년 이후 스카루레(투스카로라)가 연맹에 합류하여 육족연맹(영어: Six Nations, 모호크어: Rotinonshón:ni)이 되었다. 이 여섯 부족 이외에도 웬다트(휴런)를 비롯해서 페툰, 이리, 서스퀘하녹, 세인트로렌스 이로쿼이 등 다른 이로쿼이 제족이 있었으나, 이들은 이로쿼이 연맹에 속하지 않고 오히려 자신들을 침공하는 연맹과 적대하는 관계였다.
이로쿼이 연맹은 1450년에서 1660년 사이 어느 시점에 초기 지도자들(테카나위타, 하옝와트하, 지궁흐사세)이 평화의 대법이라는 것을 만들면서 성립되었다. 이로쿼이 연맹은 유럽인들이 도래하기 전부터 주변의 다른 이로쿼이 제족이나 알곤킨 제족 부족들을 상대로 공격적인 팽창을 거듭한 호전적이고 강력한 집단이었다. 이로쿼이 연맹과 이웃한 웬다트 연맹이나 와바나키 연맹은 이로쿼이 연맹에 대항하기 위해 서로 동맹하는 수세적 입장에 있었고, 웬다트는 결국 이로쿼이에게 대패하여 연맹이 와해되었다.
16세기 말부터 17세기의 비버 전쟁을 거치며 이로쿼이는 거의 75,000 제곱킬로미터에 달하는 면적을 점유하는 일대 원주민들의 패자가 되었고, 이후 거의 200년간 북미 식민지 시대의 중요한 행위자로서 큰 영향을 미쳤다. 북미에 식민지를 세운 유럽 나라들과 백인들이 이로쿼이 연맹을 이용한 만큼, 이로쿼이 연맹 역시 그들을 이용하였다. 이로쿼이의 국력은 17세기 말엽에 절정에 달하여 영토가 오늘날의 뉴욕주를 중심으로 북으로는 세인트로렌스강, 남쪽으로는 오하이오강에 이르렀다.
백인들과 이로쿼이 사이의 균형은 미국 독립 전쟁을 계기로 무너졌다. 전쟁이 벌어지자 이로쿼이는 어느 편에 설 것인지의 문제로 분열되었고, 영국으로부터 독립한 미합중국은 여러 차례 조약을 맺어 이로쿼이의 땅을 매입하여 그들을 서쪽으로 내몰았다. 이렇게 한때의 패권을 잃고 쇠락하였으나 연맹 자체는 사라지지 않고 지금까지 이어져오고 있다. 1922년에 국제연맹 가입을 시도하거나 1942년에 추축국에 선전포고하는 등의 활동을 하였으나 국제적 주권을 가진 존재로 인정받지는 못하였다.
2010년 기준 이로쿼이 육족연맹 계열 부족민은 캐나다에 45000명, 미국에 81000명, 총 12만 6000명이 살고 있다.

## 용어
육족연맹이 스스로를 부른 이름은 호디노쇼니(Haudenosaunee [ˌhoʊdɪnoʊˈʃoʊni])다. 호디노쇼니라는 말은 세네카어의 두 가지 낱말에서 비롯되었다. 하나는 “긴집에 사는 사람들”이라는 뜻의 Hodínöhšö:ni:h이고, 다른 하나는 “집을 짓는 사람들”이라는 뜻의 Hodínöhsö:ni:h다. 이 두 단어는 음성적으로 비슷하게 들리지만 어원적으로는 전혀 다른 말이다. “호디노쇼니”라는 이름은 루이스 헨리 모건의 1851년 저작에서 Ho-dé-no-sau-nee 라는 형태로 처음 기록되었다. 이후 19세기 후반에는 Hotinnonsionni 라는 철자도 나타난다. 가논쇼니(Ganonsyoni)라는 이름도 종종 나타나는데, 이는 모호크어로 “긴집”을 의미하는 kanǫhsyǫ́·ni에서 유래되었다. 이 이름은 “Kanosoni", "akwanoschioni", "Aquanuschioni", "Cannassoone", "Canossoone", "Ke-nunctioni", "Konossioni” 등 다양한 철자로 기록되었다.
좀더 오래되었고 드물게 쓰이는 자칭으로는 옹그웨흐온웨(Ongweh’onweh)도 있는데, 이는 “진짜 사람들(original people)”이라는 뜻이다.
보다 단순하게 육족연맹(영어: Six Nations)이라고도 자칭한다. 투스카로라족이 합류한 1722년 이전에는 오족연맹(영어: Five Nations)이었다. 호디노쇼니 연맹의 공식 홈페이지에서 육족연맹이라는 표현을 쓰고 있으며, 모호크어로는 로티논숀니(Rotinonshón:ni)라고 쓴다.
이로쿼이(프랑스어: Iroquois)라는 말의 어원은 다소 불명확하다. 이 이름은 프랑스인 탐험가 사뮈엘 드 샹플랭이 1603년에 오늘날의 퀘벡주 타두삭을 탐험한 기록에서 Irocois라는 철자로 처음 등장했다. 그 밖에 다른 철자로는 "Erocoise", "Hiroquois", "Hyroquoise", "Irecoies", "Iriquois", "Iroquaes", "Irroquois", "Yroquois" 등이 있었고, 17세기 당시에는 이로쿠에([irokwe] 또는 [irokwɛ])라고 발음되었다. 이 말의 어원이 도대체 무엇인지 다양한 설이 난무하고 있지만, 현재까지 널리 받아들여지는 정설은 없다. 이로쿼이라는 말은 어느 원주민 언어에서도 이로쿼이계 부족들을 가리키는 말로써 사용되지 않으며, 그러므로 그 어원과 의미가 무엇인지도 확실히 할 수 없다.
현재까지 거론되는 설로는 다음과 같은 것들이 있다.
- 1744년에 예수회 선교사 피에르 프랑수아 하비에르 드 샤를부아가 제시한 설: 이로쿼이어로 “내 말은(I have said)” 이라는 뜻의 Hiro와 감탄사 Koué(짧게 말하면 슬픔, 길게 말하면 기쁨)를 프랑스인들이 합쳐서 만들어낸 말이라고 주장.[14]
- 1880년 샤를 아르노가 제기한 설: 인누어로 “끔찍한 사람”을 의미하는  irnokué 에서 비롯된 것이라고 주장.[14]
- 1883년에 허레이쇼 에먼스 헤일이 제시한 설: 모호크어로 “담배 피는 사람”이라는 뜻의 ierokwa와 카유가어로 “곰”이라는 뜻의 iakwai에서 비롯된 것이라고 주장.[14]
- 1888년에 존 나폴레옹 브린턴 휴위트가 제시한 설: 헤일이 제시한 단어들을 모호크어나 카유가어에서 찾을 수 없다며, 알곤킨어 Iriⁿakhoiw 에서 비롯된 것이라고 주장.[15][14]
- 1968년에 고든 M. 데이가 제시한 설: 샤를 아르노의 설을 지지하면서 인누어로 이로쿼이인들을 부르는 말은 irno kwédač 였을 것이라고 재구. 데이는 인누족을 비롯한 알곤킨 제족이 이로쿼이, 웬다트, 로렌스 등 이로쿼이 제족을 kouetakiou, kȣetat-chiȣin, goéṭètjg 라고 불렀음을 근거로 주장했다.[14]
- 2014년에 나온 『게일 미국 다문화 백과사전』에 실린 설:[16] 알곤킨어로 “방울뱀”이라는 뜻의 Iroqu가 어원이라고 설명. 프랑스인들이 이로쿼이인보다 알곤킨 제족을 먼저 만났기 때문에 알곤킨 제족이 자신들을 침략해오는 적인 이로쿼이를 이렇게 욕한 것을 프랑스인들이 받아썼을 것이라는 설명이다.

하여간에 이로쿼이 연맹 사람들은 스스로를 이로쿼이라고 부르지 않았다. 이것은 다른 이로쿼이 제족들도 마찬가지다.

## 역사

### 연맹의 성립
호디노쇼니 연맹은 유럽 백인들이 미주대륙으로 넘어오기 전에 이미 형성되었다. 오대호 주변의 여러 이로쿼이 제족 가운데 오대호 남안의 다섯 민족이 결집해서 만들어졌다. 많은 고고학자, 인류학자들은 연맹이 1450년경 형성되었다고 추측하지만, 더 일찍 잡는 학설도 있다. 한 학설에서는 원주민들의 구전 전승을 근거로 하여 1142년 8월 31일 일식이 계기가 되어 연맹이 수립되었다고 주장하기도 한다.
고고학자 Dean Snow 는 고고학적 증거를 볼 때 연맹이 1450년 이전에 만들어진 것은 불가능하며, 연맹의 성립 시기를 앞당기려는 주장에는 “정치적 의도가 있다”고 주장했다. 다른 학자들은 기존에 인류학자들이 주로 남성들의 구술을 받아서 여성들 사이에 구전된 전통이 많이 망실되었음을 지적한다. 예컨대 연맹의 세 건국자 테카나위타, 하옝와트하, 지궁흐사세 중에서 여성인 지궁흐사세는 나머지 두 남자에 비해 알려진 것이 매우 희박하다.
세 건국자는 테카나위타가 제창한 정치·종교 운동인 카이아네레코와→(평화의 대법)를 중심으로 카니엔케하카(모호크), 오뇨타아카(오네이다), 오논다게가(오논다가), 가요고호노(카유가), 오논도와가(세네카) 다섯 민족을 규합하였다. 오랫동안 5족 체제가 유지되었기에 이들은 백인들에게 “이로쿼이 오족연맹”이라고 불렸다. 18세기 들어 남쪽에서 달아나 북상해온 스카루레(투스카로라)를 여섯째 민족으로 받아주었다.

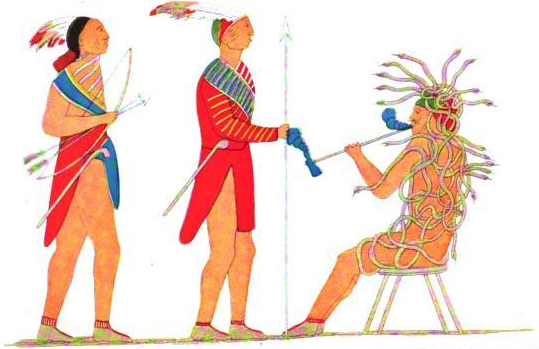
모호크 족장들을 맞이하는 타도다호.

전설에 따르면, 오논다게가의 타도다호라는 족장이 끝까지 합류하지 않고 마지막까지 버텼는데, 테카나위타가 타도다호의 마음을 돌리면서 그에게 의장직을 주었다고 한다. 그래서 회의가 개최되는 장소도 오논다게가의 본거지인 오논다가호(현재의 뉴욕주 시라큐스)에 정했고, 타도다호 이후에도 오논다가의 열다섯째 족장이 의장을 맡는다. 후술하겠지만 호디노쇼니 족장들의 이름은 습명으로서 후임 족장들에게 계승된다. 그래서 타도다호라는 이름은 오논다가의 열다섯째 족장이자 오족대평의회 의장을 의미한다.
연맹을 결성한 다섯 민족은 서로간의 노략질을 멈추고 “위대한 평화”를 이루었다. 그리고 그 여력을 오롯이 외부의 경쟁자들에게 투사할 수 있게 되었다. 호디노쇼니의 영역과 인구는 게속 늘어났고, 경쟁 부족들은 쇠락하거나 아예 망해서 흡수당했다. 정치적으로 결속된 호디노쇼니는 17세기-18세기에 북미 동북부 일대에서 가장 강력한 세력을 이루었다.

### 팽창주의
역사학자 디아나 뮤어는 2000년 저서 Reflections in Bullough's Pond에서 호디노쇼니는 제국주의적인 팽창주의 문명이었다고 주장했다. 호디노쇼니는 농업을 통해 많은 인구를 부양할 수 있었고, 주변 부족들에게 끊임없이 전쟁을 걸었다. 호디노쇼니 연맹의 주적은 이웃한 알곤킨 제족들이었다. 뮤어는 고고학적 증거를 활용해 호디노쇼니의 알곤킨 땅으로의 팽창이 알곤킨 제족들의 농업 수용으로 뒷받침된다고 논했다. 알곤킨 제족은 농업을 받아들임으로써 자신들도 많은 인구를 부양하여 호디노쇼니의 정복에 저항할 수 있었다.
캐나다 동부의 알곤킨계 민족 미크막의 전설에는 크웨데크(Kwedech)라는 집단이 묘사된다. 크웨데크는 미크막의 적이었으며, 미크막이 점차 크웨데크를 물리쳐서 오늘날의 뉴브런즈윅을 가로질러 세인트로렌스강 하류까지 몰아냈다고 한다. 미크막은 그들을 몰아낸 땅에 게스페덱(Gespedeg→마지막 땅)이라는 이름을 붙였고, 이것이 프랑스어를 거쳐 가스페가 되었다. “크웨데크”는 일반적으로 호디노쇼니인, 그 중에서도 가장 동쪽에 살던 카니엔케하카로 간주되며, 미크막이 그들을 가스페반도에서 몰아낸 일은 1535년-1600년경에 일어난 일로 추정된다.

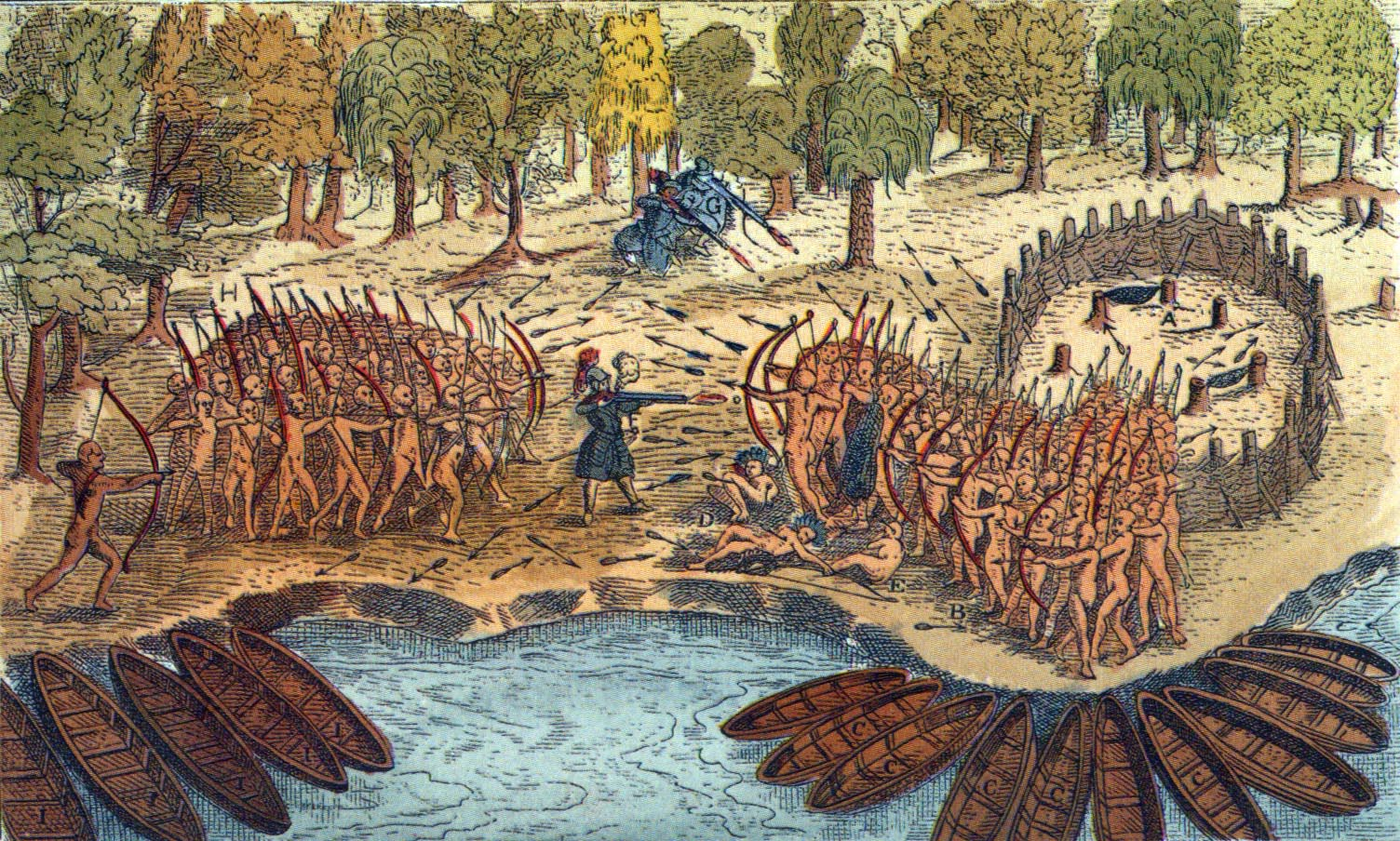
1609년 섐플레인호에서 일어난 알곤킨과 호디노쇼니(카니엔케하카) 사이의 전투.

1535년, 프랑스인 탐험가 자크 카르티에는 세인트로렌스강 하구 일대에서 이로쿼이어를 구사하는 집단들과 조우했다. 고고학자들과 인류학자들은 카르티에가 발견한 세인트로렌스 이로쿼이를 호디노쇼니(이로쿼이) 연맹과는 별개의 집단으로 생각한다. 애초에 세인트로렌스 이로쿼이 자체도 단일한 집단이 아니었던 것으로 보인다. 이후 1608년 사뮈엘 드 샹플랭이 같은 지역을 방문해 보니 세인트로렌스 이로쿼이의 마을들은 남김없이 사라지고 그 일대는 카니엔케하카의 사냥터가 되어 있었다. 카르티에가 만난 이로쿼이 제족들의 운명이 어떻게 되었는지는 알 수 없지만 1608년에 샹플랭이 재방문했을 때 없어졌다는 것만은 확실하다. 샹플랭은 가스페반도에서 알곤킨계 부족과 조우했는데, 이들이 알곤킨 제족 가운데 어느 민족인지는 아직도 불확실하다. 1609년 7월 29일, 샹플랭은 오늘날의 섐플레인호 호반에서 알곤킨과 카니엔케하카의 싸움에서 알곤킨 측의 편을 들어 카니엔케하카를 물리쳤다. 1610년 6월에 샹플랭은 또 한 번 카니엔케하카와 교전했다.
17세기가 되면 북미 동해안에 정착한 유럽인 식민지인들에게도 호디노쇼니는 강력한 원주민 집단으로 널리 알려져 있었다. 1607년에 오늘날의 버지니아주에 제임스타운이 세워진 뒤, 제임스타운과 이웃한 포우하탄 연맹이 마사와메크(Massawomeck)라고 부르고 프랑스인들은 앙투오노롱(Antouhonoron)이라고 부르는 강력한 민족이 서스퀘하녹의 영토 너머에 먼 북쪽에 살고 있다는 기록이 여럿 등장한다. 역사학자들은 이 메사워메크/아투오노롱을 호디노쇼니 연맹과 동일시한다.
1649년, 대부분 카니엔케하카와 오논도와가로 구성된 호디노쇼니 전사들이 웬다트 연맹의 중심지 웬다케를 파괴했다. 호디노쇼니 연맹의 숙적이었던 웬다트 연맹은 이 대패를 회복하지 못하고 와해되었다. 북쪽으로 더 이상 적수가 없어진 호디노쇼니 연맹은 웬다트와 자신들 사이에서 중립을 지켜온 서쪽의 아타완다론 연맹(중립 이로쿼이)과 남쪽의 이웃 서스퀘하녹에게 창끝을 돌렸다. 그 다음에는 1654년에 이리호 남안의 이로쿼이계 이리를 파괴했고, 그 다음에는 허드슨강 유역의 알곤킨계 모히칸을 파괴했다. 이로써 호디노쇼니 연맹은 동쪽으로 대서양, 서쪽으로 미시시피강, 북쪽으로 세인트로렌스강, 남쪽으로 체서피크만에 이르는 광대한 영역을 점유하게 되었다.
호디노쇼니 오족연맹은 포트오라녜(오늘날의 뉴욕주 올버니)에 세워진 네덜란드 상관과 무역관계를 텄다. 모피를 팔고 유럽의 재화를 받는 관계가 확립되면서 호디노쇼니인들은 주변의 비버를 남획하게 되었다.
1665년에서 1670년 사이에 호디노쇼니 연맹은 온타리오호 북안에 7개의 마을을 설치했다. 이 마을들을 집합적으로 이로쿼이 뒤 노르→(북쪽의 이로쿼이) 마을들이라고 부른다. 이 마을들은 1701년경 방기되었다.
1670년에서 1710년까지, 호디노쇼니 오족연맹은 대서양 연안 폭포선 이서에서 정치적 패권을 확립하였고, 영향권이 남쪽으로 오늘날의 웨스트버지니아주와 켄터키주에 이르렀다. 또한 후술할 비버 전쟁을 거치며 서쪽의 수 제족을 몰아내고 새로운 사냥터를 확보했다. 1768년에는 윌리엄 존슨 준남작과 교섭하여 포트 스탠윅스 조약을 맺고 오하이오강 동쪽의 땅을 영국 국왕령으로 할양하고 오하이오강 이서에 대한 영유권을 인정받았다.
역사학자 페카 요한네스 패맬래이넨은 호디노쇼니 연맹을 이렇게 평가했다. “북미에 오족연맹 같은 존재는 전무후무했다. 그 밖에 어떤 원주민 부족 또는 연맹도 이렇게 넓은 영역을 점유하고 이렇게 야심찬 대외정책을 수행하며 공포와 존중의 대상이 된 적이 없었다. 오족연맹은 상황에 따라 외교, 협박, 폭력을 능수능란히 활용하여 자신들이 향도할 수 있는 수준으로 통제된 불안정성을 창출해냈다. 그들은 어느 한 정착지에 집착하지 않는 것을 원칙으로 삼음으로써 선택권의 제한과 외부세력의 조종의 위험을 회피했다.”

### 17세기 비버 전쟁

유럽 백인들이 도래하기 이전의 뉴욕주 일대의 원주민 분포.
이로쿼이 제족
알곤킨 제족

1609년부터 호디노쇼니 연맹은 프랑스인들 및 프랑스인들과 동맹한 웬다트 연맹, 그리고 그 밖의 이웃 부족들(페툰, 이리, 서스퀘하녹 등)을 상대로 수십년에 걸친 비버 전쟁을 벌였다. 또한 알곤킨 제족들을 상대로도 대서양 연안(레나페(델라웨어))과 캐나다 순상지(아니시나베 제족) 방향으로 침공하였다. 비버 전쟁을 거치면서 호디노쇼니 연맹은 웬다트(1649년), 페툰(1650년), 아타완다론(1651년), 이리(1657년), 서스퀘하녹(1680년)을 패망시키고 흡수했다.
이러한 호디노쇼니의 정복전쟁에 대한 전통적인 해석은, 호디노쇼니인들이 백인들과의 모피무역을 통해 백인들에게 종속되어 모피를 얻기 위해 다른 원주민들을 침공했다는 것이었다. 그러나 최근에는 이견이 제기되고 있다.  최근 학계에서는 비버 전쟁을 호디노쇼니 특유의 인구 보충을 위한 “애도전쟁”이 격화되었던 것으로 해석한다. 이렇게 보면 호디노쇼니 연맹의 대외 침략이 반복된 이유가 전쟁(그리고 천연두 유행)으로 인한 사망자를 전쟁으로 메꾸는 순환으로 반복된 것이었음이 시사된다.
1628년, 호디노쇼니의 동쪽 수문장 카니엔케하카는 알곤킨계 모히칸족을 멸하고 포트오라녜(오늘날의 뉴욕주 올버니)의 네덜란드인들과의 모피무역을 독점했다. 카니엔케하카는 복쪽의 다른 원주민들이 네덜란드인과 교역하는 것을 허용하지 않았다. 1640년대가 되면 호디노쇼니의 본래 영토에서 비버의 씨가 말랐고, 동남쪽의 백인들과 서북쪽의 다른 원주민들 사이의 중개무역으로 이익을 보던 호디노쇼니의 세력도 주춤하였다. 1645년, 호디노쇼니와 웬다트, 알곤킨, 프랑스인들 사이에 잠정적인 화약이 이루어졌다.

#### 1640년대-1667년
1646년, 생마리오페이데위롱의 예수회 선교사들이 위태로운 평화를 재보장하기 위해 카니엔케하카 영토로 파견되었다. 하지만 사절단이 오는 동안 카니엔케하카 측은 평화에 대한 의지가 시들었고, 카니엔케하카 전사들이 사절단을 공격했다. 선교사들은 카니엔케하카 마을 오세르네논(오늘날의 뉴욕주 오리스빌)로 끌려갔다. 온건한 거북 씨족과 늑대 씨족은 선교사들을 풀어주자고 했지만, 격앙된 불곰 씨족은 장 드 랄랑드, 이사크 조그 두 선교사를 죽여 버렸다. 천주교 교황청은 이 두 예수회 선교사와 1642년에 살해된 평신도 선교사 르네 구필을 북아메리카 순교자로 기념하였고 20세기 들어 시복, 시성하였다.
1649년경, 호디노쇼니 연맹은 네덜란드인들에게서 구매한 총기를 사용하기 시작했다. 총으로 무장한 호디노쇼니 연맹은 프랑스인들과 동맹한 웬다트 연맹을 집요하게 공격했고, 마침내 오늘날의 캐나다 온타리오주의 웬다트 마을들을 파괴하여 웬다트 연맹을 와해시켰다. 웬다트인 사이에 선교자들을 세웠던 예수회는 호디노쇼니의 공격 앞에 선교지를 포기했고, 살아남은 웬다트인들을 이끌고 동쪽의 프랑스인 식민지로 달아났다. 이 때 달아난 웬다트인들의 후손이 오늘날의 캐나다 휴런족이다. 예수회 선교사들은 『누벨프랑스에서의 예수회의 제관계』에서 호디노쇼니 연맹의 “인구는 매우 적은데도 500 리그에 달하는” 땅을 점유한다며 다소의 감탄을 표현했다.
호디노쇼니 연맹은 1651년부터 1652년 사이에는 남쪽(오늘날의 펜실베이니아주)의 서스퀘하녹을 공격했으나 뜻을 이루지 못했다. 1653년, 호디노쇼니 연맹의 의장국인 오논다게가인들이 누벨프랑스 식민지에 평화를 제안했다. 이에 따라 시몽 르 모인이 이끄는 예수회 선교사들이 오논다게가 영토에 생마리드강넹타아 선교지를 세웠다. 그러나 1658년 다시 적대행위가 재개되면서 선교지는 방기되었다. 호디노쇼니인들이 적대로 돌아선 이유는 아마 부족민 500여명이 천연두로 급사한 사건 때문이었던 것으로 추측된다.
이후 1658년부터 1663년까지 호디노쇼니 연맹은 남쪽의 서스퀘하녹과 전쟁을 재개했고, 서스퀘하녹과 동맹한 알곤킨계 레나피, 그리고 메릴랜드 식민지와도 싸웠다. 1663년, 대규모의 호디노쇼니 침공군이 서스퀘하녹의 본거지를 함락시켰고, 같은 해 호디노쇼니는 코네티컷강 상류의 알곤킨계 소코키(아베나키의 일파)를 상대로 전쟁을 걸었다.
천연두 유행과 계속되는 전쟁으로 호디노쇼니는 인구가 크게 줄었고, 1664년에는 체사피크만에서 서스퀘하녹과 그 동맹군이 오뇨타아카 군대를 저지했다. 1665년, 오족연맹 가운데 세 부족이 프랑스인들과 화약을 맺었다. 이듬해 누벨프랑스 총독 트라시 후작이 평화를 거부하는 카니엔케하카와 오뇨타아카에게 카리냥 연대를 파견했다. 카니엔케하카는 싸움을 피했고, 프랑스군은 마을과 작물을 불태웠다. 1667년, 나머지 두 부족도 프랑스와의 화약에 동의하고 자기 영토에서의 선교를 허용했다. 호디노쇼니인들은 개종한 부족민들에게 자기네 신앙촌으로의 이주를 종용하는 프랑스인 예수회 선교사들을 “검은옷들(black-robes)”이라고 불렀다. 호디노쇼니와 프랑스 사이의 평화조약은 17년간 유지되었다. 하지만 다른 원주민들과의 전쟁은 계속되었다.

#### 1670년-1701년
1670년경, 호디노쇼니는 수 제족 계열의 마나호악 부족을 버지니아주 북부 피드몬트 대지 너머로 쫓아내고 그 일대 영토의 소유권을 주장했다. 1672년, 서스퀘하녹 부족원들과 교전했다가 패배하자 호디노쇼니는 프랑스 총독 프롱트낙 백작에게 지원을 요청했다. 일부 구전에서는 이 싸움에서 호디노쇼니가 서스퀘하녹에게 이겼다고 하지만 문서화된 증거가 없어서 신빙성이 의심스럽다. 1677년경이 되면 호디노쇼니는 서스퀘하녹 부족민 대부분을 흡수했다.
1676년 1월, 영국의 뉴욕 식민지 총독 에드먼드 안드로스가 호디노쇼니 추장들에게 도와달라는 서신을 보냈다. 당시 영국 식민지인들은 와바나키 연맹과 싸우고 있었는데(필립 왕의 전쟁), 왐파노악 지도자 메타코메트가 걸출한 인물이라 애를 먹고 있었다. 호디노쇼니는 영국인들에게 귀한 총기와 화약을 얻었고, 그 대가로 왐파노악 부족을 완전히 쑥대밭으로 만들어 주었다. 메타코메트는 소수의 병력만 이끌고 아사왐프세트늪으로 숨어들었으나 벤저민 처치에게 잡혀 죽고, 나머지 왐파노악 부족민들은 호디노쇼니에 끌려갔다.
1677년, 호디노쇼니는 영국과 언약사슬이라는 조약을 맺어 정식으로 동맹을 맺었다. 1680년대가 되면 호디노쇼니는 서스퀘하녹과 왐파노악을 멸하고 엄청난 수의 부족민을 흡수하였고, 영국과 동맹하여 총기와 화약을 손에 넣음으로써 명실상부 북미대륙 동부의 패자가 되었다. 프랑스는 호디노쇼니의 숙적인 웬다트와 동맹하였기에, 호디노쇼니는 영국과 함께 프랑스 및 웬다트를 상대했다. 호디노쇼니는 온타리오호 북안에 자신들의 식민지를 세우고, 프랑스령 일리노이 식민지에 닿을 때까지 계속 서진하면서 그 중간에 있는 일리노이 연맹 부족들과 충돌했다.
1679년, 호디노쇼니에 흡수된 서스퀘하녹 부족이 오늘날의 메릴랜드의 피스카타웨이와 마타우먼 부족들을 공격했고 1685년까지 이 싸움이 이어졌다. 한편, 같은 시기에 호디노쇼니 영토에서 활동하던 프랑스인 예수회 선교사들이 많은 부족민들의 자발적 개종을 이끌어내서 개종자들을 몬트리올 근교의 카나와케와 카네사타케로 이주시켰다. 이는 영국과 동맹한 호디노쇼니 부족들의 중심지인 오늘날의 업스테이트 뉴욕과 프랑스 식민지 사이에 천주교로 개종한 호디노쇼니 부족민들을 배치하여 완충지대를 확보하고자 한 프랑스 측의 노림수였다. 그러나 개종해서 이주했다고 해서 호디노쇼니 사람들끼리 서로 적대하고 죽이고 싶어하지는 않았기 때문에 이런 계산은 실패로 돌아갔다. 다만 그 이후로도 천주교로 개종한 부족민들의 이주는 계속되었고, 이 지역은 오늘날 캐나다령이 되어 그대로 캐나다 쪽의 인디언 보호구역이 되었다. 역사학자들은 이 개종사업으로 몬트리올 근교 세인트로렌스강 북안으로 이주해간 부족민들을 캐나다 이로쿼이(Canadian Iroquois), 원래 본거지인 업스테이트 뉴욕에 잔류한 부족민들을 리그 이로쿼이(League Iroquois)라고 통칭한다.
1684년, 호디노쇼니의 오논도와가 부족이 프랑스 및 알곤킨계 모피업자들을 공격하자 누벨프랑스 총독 조제프앙투안 르 프브르는 오논도와가에 대한 토벌원정을 발령하고 프랑스령으로 이주한 천주교도 호디노쇼니 부족민들에게도 참전을 요구했다. 하지만 프랑스 해병대원들 사이에 독감이 유행하고, 천주교로 개종한 호디노쇼니 전사들은 동포 전사들을 상대로 싸우기를 거부하여 프랑스의 원정은 엉망이 되었다. 이런 곡절을 들은 프랑스 국왕 루이 14세는 즐겁지 않았고 자크르네 드 드농빌 후작으로 총독을 교체했다. 드농빌 후작은 호디노쇼니 연맹을 쳐부수고 북미의 광야에도 프랑스의 영광을 드높이라는 왕명을 받고 8월에 식민지에 도착했다. 같은 해, 호디노쇼니는 버지니아와 일리노이를 다시 노략질했고 일리노이에서는 비록 실패했지만 프랑스 초소를 직접 공격했다. 영국령 버지니아 식민지에서는 전쟁터를 섀넌도어 계곡으로 한정시키기 위해 올버니에서 회의를 열고, 호디노쇼니가 대서양 연안 폭포선 동쪽의 영국인 정착촌들을 건드리지 않는 대신 블루리지산맥 동쪽의 길을 사용할 권리를 인정할 것을 확약했다. 이 길이 그레이트인디언워패스다.
1687년 7월, 드농빌 후작은 프롱트낙 요새(오늘날의 온타리오주 킹스턴)를 탈환하기 위해 잘 정비된 원정대로 출정했다. 원정대는 해병대와 식민지인 민병대, 개종한 원주민 전사들로 이루어진 혼성부대였다. 원주민은 353명이고 그 중 호디노쇼니 부족민은 220명이었다. 호디노쇼니는 온타리오호 북안, 오늘날의 온타리오시 남쪽 근교에 휴전의 깃발을 들고 나왔고, 연맹의 맏형인 오논다게가 부족의 세습추장 50명이 이 자리에 출석했다. 하지만 드농빌 후작은 요새를 탈환한 뒤 50인의 추장을 사슬로 묶어 마르세유에 갤리선 노예로 팔아버렸다. 협상 사절을 이렇게 대우하자 개종한 부족민들이 격노했고, 100 명 이상이 탈영하여 오논도와가 부족에 합류했다. 드농빌 후작은 자신은 “문명화된 유럽인”으로서 “야만인들”의 관습 따위 존중하지 않아도 되며 자기가 하고 싶은 대로 할 수 있다는 식으로 나왔다. 1687년 8월 13일, 오논도와가 전사들이 프랑스군 선발대를 습격해 거의 전멸시킨 뒤 프랑스군 본대가 나타나기 전에 도주했다. 탈영하지 않은 개종 부족민들도 철수하는 오논도와가 부족민들을 추격하라는 명령을 거부했다.
드농빌 후작은 온타리오호 남측 오니우다온다그왓만(아이언데퀴트만)에 병력을 상륙시키고 오논도와가 부족의 땅을 약탈하고 파괴했다. 부족민들은 서스쿼해나강을 따라 남쪽으로 계속 달아났다. 비록 부족의 중심지가 큰 피해를 입었지만, 오논도와가 부족의 군사력은 그렇게 약화되지 않았다. 오논도와가가 큰 피해를 입자 호디노쇼니 연맹의 다른 부족들도 화가 났다. 1689년 8월 4일, 호디노쇼니는 몬트리올 바로 옆의 라신이라는 마을을 불태우는 것으로 보복했다. 이 마을을 태우기 전부터 이미 여러 개월동안 1500여명의 호디노쇼니 전사들이 몬트리올 수비대를 괴롭혀왔다.
결국 호디노쇼니는 드농빌 후작과 그 군대를 탈진시킨 끝에 승리했다. 드농빌 후작은 잘리고 프롱트낙 백작이 총독으로 재부임했다. 프롱트낙 백작은 노잡이 노예로 팔려갔던 50인의 추장 중 생존자 13인을 식민지로 데려왔다. 1690년에는 스키넥터디의 카니엔케하카 부족 마을을 파괴했고 1693년에도 카니엔케하카 마을을 세 곳 더 불태우고 부족민 300명을 잡아갔다. 1696년, 프롱트낙 백작은 76세 노구를 이끌고 친정에 나섰다. 기존에 주로 표적으로 삼던 카니엔케하카 대신 오논다게가, 오뇨타아카 부족을 노렸다. 7월 6일 라신에서 대군을 이끌고 출정한 프롱트낙 백작은 한 달 뒤 연맹의 수도 오논다가에 이르렀다. 프랑스의 동맹이자 호디노쇼니 연맹과는 원수지간인 니스위미슈코데위난 연맹 등 알곤킨 제족들은 이리호 북안과 오늘날의 오하이오주 클리블랜드 서쪽 지역, 즉 비버 전쟁을 거치며 빼앗겼던 땅에서 호디노쇼니를 다시 몰아냈다. 호디노쇼니는 마을을 버리고 동쪽으로 후퇴하는 것으로 대응했다. 쫓아가도 소용이 없자 프랑스군은 8월 10일 개선하였다. 프롱트낙 백작의 지도 하에 프랑스령 캐나다 민병대는 유격전에 적응하였고, 오히려 호디노쇼니 영토와 영국 식민지에 대한 공세에 나섰다. 이 이후로 호디노쇼니 연맹은 프랑스 식민지를 다시 위협하지 못했다.

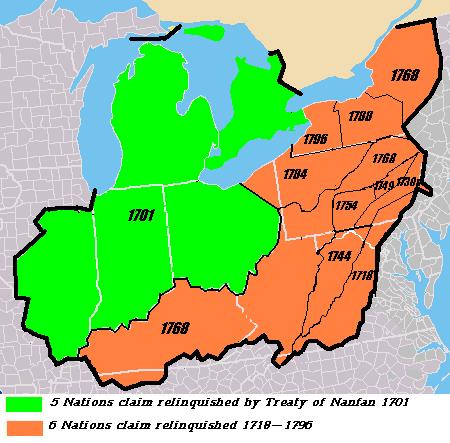
호디노쇼니가 영국 식민지에 땅을 넘긴 시기를 나타낸 지도. 이 중 녹색으로 칠해진 부분이 1701년 난판 조약으로 한꺼번에 넘긴 부분이다. 그러나 이 조약을 맺을 당시 이 땅은 프랑스와 동맹하여 호디노쇼니와 적대하는 알곤킨 제족들의 통제 하에 있었다.

윌리엄 왕의 전쟁(9년 전쟁의 북미 전역)에서도 호디노쇼니는 영국과 동맹해서 프랑스와 싸웠다. 1701년 7월, 호디노쇼니와 영국은 난판 조약을 맺었다. 호디노쇼니는 오하이오강 북안의 큰 땅(오른쪽 사진의 녹색 지역)을 영국에 넘기기로 했다. 그런데 이 땅은 호디노쇼니가 80년 전에 정복했다가 알곤킨 제족들에게 다시 빼앗긴 땅이었다. 이 지역에는 영국인 정착촌이 없고 프랑스 정착촌만 있었기 때문에 프랑스는 당연히 이 조약을 인정하지 않았다. 한편, 호디노쇼니는 프랑스와도 화약을 모색하여 1701년 몬트리올 대평화 조약에 조인했다.

### 18세기
1701년 프랑스와 평화조약을 맺은 뒤 호디노쇼니는 대체로 중립적으로 지냈다. 17세기 내내 프랑스를 고전케 한 호디노쇼니 연맹은 유럽인들 사이에서 공포 섞인 존중의 평판을 얻었다. 호디노쇼니 연맹도 자기들의 평판이 그런 줄 잘 알고 프랑스와 영국 사이에서 최대한 많은 물자를 얻어내고자 줄타기를 했다. 1689년, 영국 국왕은 프랑스와의 전쟁을 도와주는 대가로 호디노쇼니 연맹에 100 파운드 값어치의 물자를 제공했으며, 1639년이 되면 그 양은 600 파운드, 1701년에는 800 파운드로 늘어났다. 1710년, 초대 올버니 시장 피터르 스카일러는 카니엔케하카(모호크) 추장 3인과 모히칸 추장 1인이 런던을 방문하여 앤 여왕을 알현하여 영국과의 동맹을 공고히 하도록 주선하였다. 앤 여왕은 이 손님들에게 큰 인상을 받아 궁정화가 욘 페렐스트에게 그들의 초상화를 남기게 했다. 이 《4인의 모호크 왕》 그림은 살아 있는 미주대륙 원주민을 보고 그린 최초의 유화인 것으로 알려져 있다.

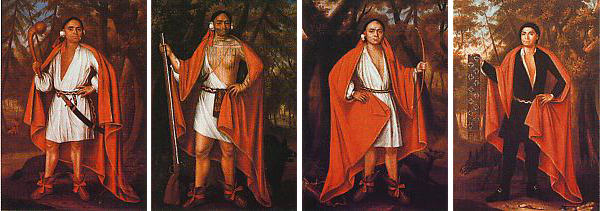
1710년 런던을 다녀온 “4인의 모호크 왕”. 욘 페렐스트 그림.

스카루레(투스카로라) 부족은 원래 노스캐롤라이나와 사우스캐롤라이나에서 살았으나 백인 정착민들과 피튀기는 분쟁(투스카로라 전쟁)을 겪은 뒤 점차 북쪽으로 밀려나서 18세기 초엽이 되면 펜실베이니아를 거쳐 뉴욕까지 이르렀다. 스카루레 부족은 호디노쇼니 연맹과 언어와 문화를 공유했기에 호디노쇼니와 어울렸고 1722년 정식으로 연맹의 여섯째 부족으로 가맹했다. 오뇨타아카 부족에서 스카루레 부족의 가맹을 보증해 주었다.
이로쿼이는 그들의 헌법이라 할 수 있는 평화의 대법에 따라 정복한 타 부족을 절멸시키기보다는 구성원으로 동화시키는 것을 선호했다. 델라웨어강 유역의 레나피(델라웨어)와 샤완와키(쇼니)도 한때 호디노쇼니 연맹에 조공을 바치는 종속부족이었다. 18세기 중엽 오하이오 일대에는 호디노쇼니에 정복당한 부족들이 동화되어 밍고라는 집단이 되기도 했다. 위치상 밍고 부족은 연맹의 서쪽 수문장 오논도와가 부족의 방언을 사용했다. 한편, 앤 여왕의 전쟁(스페인 왕위 계승 전쟁의 북미 전역)이 벌어졌을 때 호디노쇼니는 대체로 영국 쪽에 기울었지만 전쟁 자체에서는 중립을 지켰다. 한편 영국인 선교사들이 부족민들 사이에서 활동하며 이로쿼이어를 쓸 수 있도록 문자를 도입시켰다.

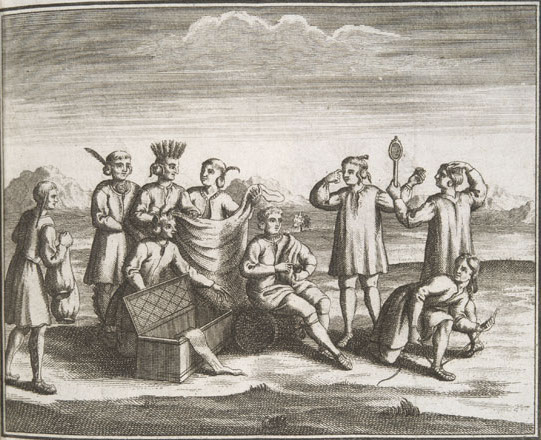
백인들과 거래하는 호디노쇼니 부족민을 그린 판화. 1722년.

1721년과 1722년, 버지니아 부지사 알렉산더 스포츠우드는 호디노쇼니 연맹과 맺은 올버니 조약과 언약사슬을 갱신하여 블루릿지산맥이 버지니아 식민지와 호디노쇼니 연맹의 경계임을 재확인했다. 하지만 이미 1730년대가 되면 백인 정착민들이 섀넌도어계곡 너머 서쪽으로 침투하기 시작했다. 호디노쇼니 측에서 항의하자 버지니아 식민지 관료들은 그 경계는 원주민들이 동쪽을 침범하는 것을 막기 위한 것이지 영국인들이 서쪽으로 가는 것을 막는 것은 아니라는 식으로 나왔다. 이런 식으로 나오자 긴장이 차올랐고, 호디노쇼니 연맹은 버지니아 식민지를 상대로 전쟁을 하기 직전까지 갔다. 1743년, 버지니아 지사 윌리엄 구치가 계곡 너머 서쪽 땅에 대한 총액 100 파운드를 대가로 지불했다. 이듬해 랭커스터 조약으로 호디노쇼니 연맹은 금화 200 파운드를 받고 섀넌도어계곡 일대의 영유권을 모두 식민지인들에게 넘겼다.
1711년, 독일 서남부 팔츠 지역에서 건너온 난민들이 호디노쇼니 씨족 대모들에게 호소하여 부족의 땅에 정착했다. 1713년 봄, 팔츠에서 150 가구가 건너와 호디노쇼니 부족민들에게 땅을 대여받았다. 부족민들은 이 독일인들에게 세자매 농법을 가르쳤고, 먹을 수 있는 견과류와 뿌리채소, 베리류를 식별하는 법도 알려 주었다. 그 대가로 독일인들은 호디노쇼니 부족민들에게 밀과 귀리 농법, 그리고 철제 쟁기로 밭갈이를 하는 법을 가르쳐 주었다. 독일인들에게 받은 대여료로 돈이 생기자 연맹의 지배계급들은 전통적인 주거지인 긴집을 떠나 백인들처럼 양옥을 짓고 살기 시작했다. 이들은 영국의 중산층 가정에 상당하는 소득을 벌었다. 이렇게 해서 18세기 중반이 되면 호디노쇼니 부족민들과 독일계 및 얼스터스코트계 정착민들이 섞여 사는 독특한 다문화 영역이 만들어졌다. 특히 팔츠 출신 독일계 정착민들은 호디노쇼니 부족 마을 속에 어울려 살았다. 이런 식으로 해서 1738년에는 아일랜드계 영국인 모피무역상 윌리엄 존슨 준남작이 호디노쇼니 부족민 사이에 정착하는데, 모피무역과 땅투기를 통해 떼돈을 번 사람이었던 존슨은 호디노쇼니의 언어를 익혀 연맹과 영국 사이의 중개인으로서 중요한 역할을 했다. 1745년, 존슨은 북미인디언사무총감(Northern superintendent of Indian Affairs)이 되었고 이 자리가 공식화되었다.

#### 프랑스-인디언 전쟁
프렌치 인디언 전쟁(7년 전쟁의 북미 전역)이 벌어지자, 오대호 및 세인트로렌스강 이남의 리그 이로쿼이는 영국의 편에 서서 프랑스 및 알곤킨 제족들과 싸웠다. 프랑스의 동맹인 알곤킨 제족들은 대대로 연맹과 싸워온 숙적이었고, 전쟁 이후 영국에 대가를 받아낼 수 있을 것이라 생각했다. 한편 세인트로렌스강 이북의 캐나다 이로쿼이들은 프랑스 편에 섰다.

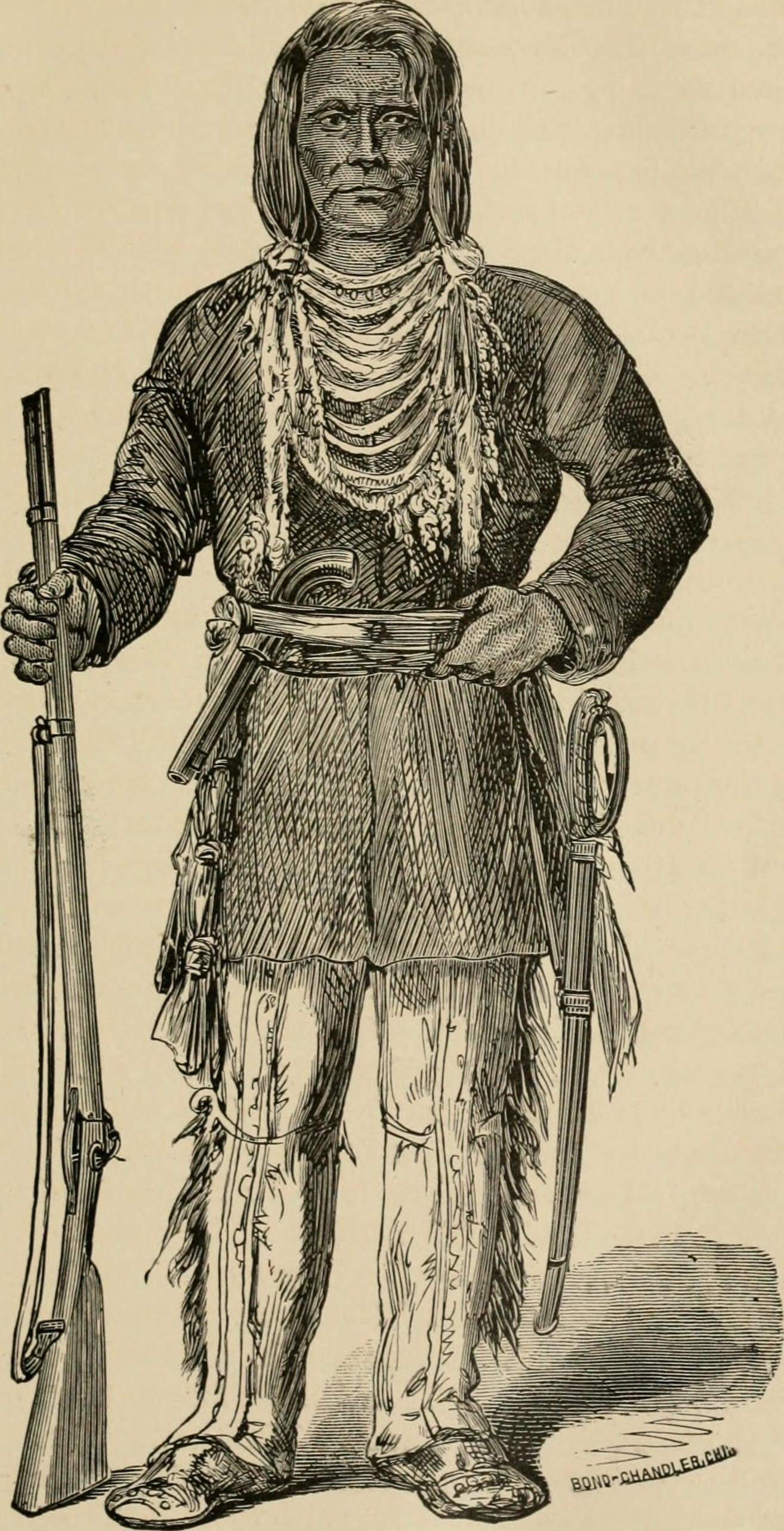
이름 불명의 호디노쇼니 추장. 18세기 초엽.

1755년 7월 9일, 에드워드 브래독 장군이 이끄는 영국군 정규병들과 버지니아주 민병대가 오하이오강 계곡으로 진군해 들어가다 프랑스군 및 그 동맹 원주민들에게 궤멸을 당했다(머논가힐라 전투). 영국 편 호디노쇼니 전사들을 징집하는 임무를 받았던 존슨 준남작은 영국-호디노쇼니 혼성부대를 이끌고 가다가 프랑스군의 습격을 받았으나 승리를 거두었다(조지 호수 전투). 그러나 이 전투에에는 천주교로 개종해서 캐나다로 이주했던 카니엔케하가 부족민 700 명이 프랑스군 1000명과 같은 편에 서 있었었고, 영국군 대오의 선두에는 연맹에 잔류한 카니엔케하카 전사들이 길잡이를 하고 있었다. 난전 와중 영국 편에 선 헨드릭 테야노구인 추장이 전사했다. 카니엔케하카 부족은 동족상잔을 하게 되어 몹시 화가 났다. 1755년 9월 8일, 프랑스군 사령관 장에르드망 드 디스카우 남작이 존슨의 숙영지를 공격했으나 격렬한 저항에 큰 손실만 입고 물러갔다. 이 조지 호수 전투에서 호디노쇼니 부족민들이 너무 큰 피해를 입었기 때문에 연맹은 향후 전쟁에서 중립을 지키겠다고 선언하게 되었다. 존슨이 어르고 달랬지만 연맹은 그 뒤로도 몇년동안 계속 중립을 지켰으며, 그 결과 오스웨고, 루이스부르, 포트 윌리엄 헨리, 포트 카리용 등에서 프랑스군이 승리했다. 영국군이 지는 것 같자 호디노쇼니 연맹은 지는 편에 붙고 싶지 않아서 더욱 중립을 지켰다.

## 사회

### 애도전쟁
호디노쇼니 사람들에게 있어서 사랑하는 가족을 잃는 것은 강력한 감정이었다.  제대로 애도받지 못한 유족은 무슨 위험한 문제를 일으킬지 모른다고 믿었다. 그러므로 망자를 기리는 의례들이 매우 중요했으며, 그 중에서도 가장 중요한 것이 가족이나 친지를 잃은 유족들을 위로하는 애도 의식이었다. 어느 가족에서 사망자가 나오면 죽은 사람만큼의 영력이 약해진다고 믿었기 때문에, 누군가를 입양해서 가족의 빈 자리를 채우거나, 혹은 누군가를 고문해서 격정적인 슬픔을 풀어내는 것이 정말로 중요한 일이 되었다. 그래서 호디노쇼니 연맹의 전쟁은 가족 잃은 슬픔을 달랠 수단을 잡아오는 “애도전쟁(mourning wars)”이었다.
“애도전쟁”을 수행하는 전사들은 연맹에 가맹하지 않은 이웃 부족으로 쳐들어가서 포로를 잡아와서 이 포로들을 유가족에게 넘겼다.  그래서 호디노쇼니의 전쟁은 주로 포로를 잡기 위한 전쟁이었다. 유럽 백인들처럼 영토의 확장이나 전쟁의 영광 같은 것이 동기가 아니었다. 주된 전쟁 동기는 사냥터를 확보하기 위해 그 일대의 다른 부족을 내쫓는 것이었다. 백인들과 교역을 트면서 모피무역이 활성화되자 이런 전쟁은 더욱 빈번해졌다.
호디노쇼니의 전쟁 관념에서 성공적인 전쟁은 최대한 많은 적을 포로로 잡으면서 아군의 사상자는 최소화하는 것이었다. 필요하다면 적을 죽일 수도 있었지만 포로로 잡는 것보다 전공이 낮은 것으로 쳤다. 또한 전쟁은 젊은 남자들이 자신의 용기와 정력을 과시하는 수단이기도 했다. 차기 족장이 되기 위해서는 전쟁 경험이 있어야 했고, 결혼을 하기 위해서도 전쟁 경험이 있어야 했다. 호디노쇼니 여성들은 전쟁에서 용맹한 남자를 매력적으로 여겼다. 유럽인들이 도래하기 전에는 금속과 총기가 없었기 때문에 이런 애도전쟁은 사상자가 많지 않았다. 1609년에 프랑스인 탐험가 사뮈엘 드 샹플랭이 호디노쇼니와 알곤킨 사이의 싸움을 관찰했는데, 사망자가 거의 나오지 않았다고 기록했다. 이 전투에서 발생한 사망자는 호디노쇼니 측의 2명 뿐이었는데, 샹플랭이 알곤킨을 돕겠다고 총을 쏘았기 때문이었다.
“애도전쟁”은 사망자가 발생한 가족이 있을 때 씨족 대모가 남자들에게 개전을 요구하면서 시작된다. 애도전쟁에 나서지 않는 전사는 대모에게 영원히 겁쟁이로 낙인찍혀 결혼할 수 없게 되었다. 이렇게 전쟁을 결의한 전사들은 마을을 떠나 포로로 잡아올 다른 원주민들을 찾아다닌다. 잡혀온 포로들은 마을 사람들에게 곤틀릿형을 당하며 마을 중앙으로 끌려갔다. 남자 포로들은 구타를 당하기도 했다. 성별과 나이를 막론하고 모든 포로의 옷을 벗겨 마을 중앙의 기둥에 묶는다. 포로들의 신체 민감한 부위를 불로 지지고, 손톱을 뽑은 뒤 물과 음식을 주어 휴식을 취하게 한다. 이후 며칠간 망자의 유가족들이 누구를 대안가족으로 입양할지 결정하는 동안 포로들은 마을 사람들 앞에서 알몸으로 춤을 추었다. 보통 여성과 어린이가 입양되는 경우가 더 많았다. 입양되지 못한 포로는 유가족의 화풀이 대상이 되어 의식화된 고문 끝에 살해당했다. 입양된 포로들은 호데노쇼니의 일원으로 동화되고자 진심으로 노력을 기울이면 마을의 정식 일원으로 받아들여졌으나, 그렇지 않으면 역시 처형되었다.
처형 대상으로 찍힌 포로들은 얼굴에 빨간색과 검은색 칠을 하고 어느 가족에게 “입양”된다. 입양한 가족은 포로를 성별이나 나이에 따라 “삼촌”, “이모”, “조카”라고 부르면서 음식과 물을 준다. 이후 포로는 종교의식적 처형에 처해지는데, 거의 하루에 걸쳐 산 채로 몸을 찢어 죽인다. 이 처형을 당하는 포로는 고귀한 극기정신을 보여주어야 했다(하지만 그 기대는 대개 충족되지 못했다). 사람들은 포로의 머릿가죽을 산 채로 벗겨내고, 노출된 두개골에 뜨거운 모래를 끼얹었다. 마지막으로 심장을 뽑아 죽이고 포로의 시체는 마을 사람들이 고루고루 나누어 먹었다. 이런 처형의식과 식인풍습은 18세기 초엽이 되면 사라진 것으로 보인다. 이 즈음 호디노쇼니와 접촉한 백인 탐험가 필리포 마체이, 원주민 출신 역사학자 제임스 아다이르는 자신들이 호디노쇼니 마을을 방분했을 때 그런 의식이 이루어지는 증거를 찾을 수 없었다며 그들이 식인을 했다는 주장을 부정했다.
호디노쇼니 사람들은 전쟁통에 싸우다 죽는 것을 상서롭지 못하게 여겼다. 전사자는 원령이 되어 복수할 대상을 찾아 구천을 떠돌게 된다고 믿었다. 그래서 전사자는 마을 공동묘지에 묻히지 못했다. 복수에 미친 원령을 마을 안에 들일 수 없기 때문이다.
1640년부터 1701년까지, 호디노쇼니 오족연맹은 지속적인 전시상태에 있었다(비버 전쟁). 이 기간 중에 호디노쇼니는 시도때도 없이 프랑스인, 영국인, 다른 이로쿼이 제족 원주민(웬다트, 이리, 중립 이로쿼이, 레나피, 서스퀘하녹, 페툰), 알곤킨 제족 원주민(와바나키, 오지브와, 알곤킨)과 싸웠고, 그 싸움터는 오늘날의 온타리오주 북부에서 남쪽으로 버지니아-미시시피 축선까지 이르렀다.
이렇게 끝없이 싸우면서 호디노쇼니는 많은 포로를 확보했으나, 백인들이 구대륙에서 옮겨온 전염병으로 인한 인구 감소를 막을 수 없었다. 1667년 호디노쇼니와 프랑스 간에 평화협정이 체결되자 프랑스인 예수회 선교사들은 원주민들에게 천주교 개종과 세인트로렌스강 계곡에 세워진 신앙촌으로의 이주를 종용했다. 1640년대에 모호크 전사는 800 명이었는데 1670년대에는 300명밖에 남지 않게 된다.

#### 피정복민 동화정책
호디노쇼니의 “애도전쟁”은 그들의 인구를 유지하는 방법이기도 했지만, 동시에 경쟁 부족들을 분산시키고 흡수, 동화하는 과정이기도 했다. 피정복민의 “입양”은 곧 호디노쇼니 연맹의 사회 구성원 중 상당수가 원래 다른 부족 출신이라는 것이다. 뉴욕 식민지 장관 카드왈라더 콜덴은 “오족연맹은 피정복 민족의 어린이와 젊은이를 거두어 자민족으로 입양하고, 친자식들과 구별 없이 가르친다. 그러면 이 아이들은 곧 자신의 뿌리를 잊게 된다. 이 정책으로 말미암아 오족연맹은 전쟁에서 잃은 인명을 능히 만회할 수 있다”고 기록했다.
“입양된 가족”이 호디노쇼니 마을을 탈출하려다 잡히면 혹독한 처벌을 받았다. 예컨대 프랑스인 모피상인 피에르에스프리 라디송은 10대 때 호디노쇼니 약탈대에 붙잡혀 가니엔케하카 부족의 한 가족에 입양되었다. 라디송은 트루아리비에르의 진짜 가족에게 돌아가려고 탈주했다가 실패했고, 손톱을 뽑고 손가락 하나를 자르는 벌을 받았다. 라디송은 탈주 과정에서 부족 사람 한 명을 죽여서 죽게 생겼는데, 그를 입양한 가족이 유가족들에게 보상을 제공하여 사형을 면했다. 라디송과 함께 탈출했다가 붙잡힌 웬다트인들은 바로 처형되었다.

#### 노예제
고대 사회에서 외국인 전쟁포로는 곧 노예였다. Leland Donald 는 「북아메리카 원주민의 노예제」라는 논문에서 북미 원주민들에게 “포로”와 “노예”는 서로 맞바꾸어 쓸 수 있는 동의어였다고 말한다. 호디노쇼니인들이 사실 노예를 포함한 사회적 위계질서를 갖추고 있었음을 시사하는 고고학 연구결과도 있다. 다만 여기서 “노예”라는 것은 백인들이 아프리카 노예무역으로 데려온 흑인 노예들과는 질적으로 다르다. 그런데 흑인 노예들이 건너오자 타이엔다네기를 비롯한 호데노쇼니 유력자들 중에서 흑인 노예를 거느리는 노예주가 나타나기도 했다.
“애도전쟁”에서 승리한 호디노쇼니 전사들은 포로로 잡은 적을 줄세워 마을로 돌아갔다. 이렇게 돌아가는 동안 끊임없이 포로를 학대했으며, 심지어 죽이기도 했다. 행군을 따라오지 못하는 포로, 탈주를 꾀하는 포로는 즉결처형되었고, 전쟁에 참여한 전사가 격정적인 감정을 주체하지 못해서 포로를 죽이기도 했다. 이렇게 고생길을 거쳐 호디노쇼니 마을로 들어서면, 본격적인 고문이 시작되었다. 포로들은 몇날며칠간 구타를 당하고 신체 일부를 절단당했다. 이런 초기 과정이 끝난 연후에 포로들은 각자 화풀이 의식의 제물이 되어 곧바로 죽던가, 또는 호디노쇼니 유가족에게 “입양”되어 노예가 되는 운명을 맞았다.
입양 의례에서 노예는 지금까지의 자신의 삶을 부정하고 호디노쇼니 사회에 진심으로 동화될 것을 맹세한다. 호디노쇼니 사회는 전쟁노예들을 자민족으로 동화시켜 인구를 늘리는 데 진심으로 임했다. 어린이나 말이 통하는 이웃 부족이 동화되기 쉬운 만큼 이상적인 노예 후보였다. 즉 노예 신분은 고정된 것이 아니었고, 노예란 아무 때나 전쟁을 해서 잡아온 사람이 성별과 나이를 불문하고 노예가 되는 것이다.
일단 완전히 동화된 것으로 인정받아 정식 부족원이 되면 호디노쇼니 사회 상층으로 진출할 가능성도 열려 있었다. 입양노예는 죽은 가족구성원을 대신하는 존재였고, 할 수 있다면 그 죽은 가족구성원의 역할을 실제로 수행했다. 물론 그들은 노예이므로 권리가 제한되었고 실제로 하는 일은 각종 허드렛일이나 막일이었다. 한편, 어느 가족에도 입양되지 않고 그 홀로 부족원으로 받아들여지는 경우도 있었는데, 이 마지막 유형의 노예는 거의 오로지 무역에서의 교환용으로만 사용되었다. 호디노쇼니 사이에 노예무역은 빈번히 일어났으며, 그 목적은 인구를 증가시키는 데 있었다.
호디노쇼니 전사들에게 잡힌 전쟁노예들은 호디노쇼니 마을로 돌아가는 길부터 죽거나 입양될 때까지 고문을 당했다. 심지어 입양되고 나서도 노예신세를 벗어나기 전에는 계속 고문을 당할 수도 있었다. 고문 방법은 다양했지만 손가락 절단을 비롯한 신체부위 절단이 가장 대표적이었다. 잘린 손가락은 노예 신분을 표시하는 상징이었다. 고문의 수위가 너무 잔혹해서 입양 대상자를 가리기도 전에 죽는 경우도 많았다. 손가락 절단 외에 고문 방법으로는 구속하기, 굶기기 등이 있었고, 여성 노예는 성폭행을 당했다. 밸기에인 탐험가 루이 앵느팽이 호디노쇼니에게 포로로 잡혔을 때 굶기기 고문을 당했다. 호디노쇼니 노예제의 잔혹함은 주인의 위엄을 세우고 노예를 복종시키기 위한 의도적인 것이었다.
호디노쇼니인들은 노예를 “가축”이라고 불렀는데, 정확히 말하자면 “가축”과 “노예”를 의미하는 말이 모호크어: gatsennen으로 같다. 모호크어 뿐 아니라 오네이다어와 오논다가어에도 노예를 짐승과 동일시하는 표현들이 있다. 이런 언어학적 증거들은 호디노쇼니 사회에 노예가 존재했을 뿐 아니라 위계질서의 가장 밑바닥에서 가혹한 처우를 받았음을 보여준다.
호디노쇼니인들의 노예제는 유럽 백인들과 접촉하면서 변화를 겪었다. 일단 유럽인들이 옮겨온 전염병 때문에 인구가 급감했고, 그만큼을 전쟁포로를 잡아와 노예로 삼아 채웠다.  17세기가 되면 호데노쇼니인들은 서로 뭉쳐 백인 정착민들과 대결하기 시작하는데, 이 세기 말엽이 되면 호디노쇼니 인구의 대다수가 다른 민족에서 잡아온 입양노예 출신이었다. 호디노쇼니인들의 주된 표적은 웬다트인들이었다. 웬다트는 너무 많은 부족민을 호데노쇼니에 빼앗겨서 부족연맹이 와해되고 독립을 잃을 지경이 되었다. 한편, 호디노쇼니 전사들은 백인 정착촌도 원주민 이웃들에게 하던 것처럼 공격해서 전쟁노예를 잡아왔다. 백인 포로들도 원주민 포로들과 마찬가지로 손가락을 자르고 고문하는 의식을 겪었다. 유럽 백인들은 어느 원주민보다도 격렬히 반항했고, 의식(예컨대 과거를 부정하고 새로 태어나는 것 등)의 종교적 의미를 공유하지 못했기 때문에 노예로서 소질이 별로 좋지 않았다. 그래서 백인 포로들은 대개 몸값을 받고 풀려나거나 잡혀온 즉시 처형당했다. 아무튼, 유럽인의 도래로 인한 일련의 변화로 호데노쇼니 사회는 노예의 인구 비중이 지나치게 커지게 되었고, 비대해진 노예집단을 통제할 수 없었기 때문에 결국 노예제를 포기하게 되었다.

### 여성의 지위
호디노쇼니는 역사적으로 모계사회였다. 남성과 여성의 성역할은 엄격히 분리되었고, 각자의 영역에서 민족의 운영에 일조하는 실권을 가졌다. 개인이 “자기” 땅을 가지는 경우는 없었으나, 조물주가 여성으로 하여금 땅의 관리자가 되도록 삼았다고 여겨졌다. 각 부족은 씨족들로 이루어졌고, 씨족마다 여성들의 최선임자인 야코야네(씨족 대모)가 있었다. 대모는 족장을 세우거나 탄핵할 수 있었다. 씨족의 할머니들의 회의에서 탄핵안이 합의되면 씨족장은 바로 쫓겨나도록 되어 있었다. 쫓겨난 족장의 누이가 다음 족장을 지명했다.
씨족 간에 결혼해서 아이를 얻으면 그 아이는 어머니의 씨족에 속하게 되었고, 씨족 내부에서의 신분의 격도 어머니의 것을 따랐다. 남아들은 외삼촌들에게 남자의 성역할을 배웠다. 부부가 이혼할 경우 아이는 여자 쪽이 데려갔다. 호디노쇼니는 같은 씨족 구성원끼리 결혼하는 족내혼을 근친혼과 같은 수준으로 보고 꺼린다. 그런데 이것은 모계 씨족에 대해서만 적용되는 것이고, 부계 씨족이 같으면 평범하게 결혼할 수 있다. 호디노쇼니 여성들은 거주지, 말, 농지를 가졌고 이 재산은 결혼한 이후에도 남편의 재산과 합치지 않고 여성의 것으로 남았다. 결혼을 하면 남편이 아내의 가족에 합류해 그 가족이 속한 씨족의 긴집에서 공동거주하게 된다. 이혼 절차는 간단해서, 아내가 남편에게 짐 싸서 나가라고 하면 이혼한 것이 되었다. 여성들은 부족 공금을 감사하는 귀족인 아고이안데르(Agoianders)가 되거나 그 후보를 선출할 수 있었다.
호디노쇼니 모계사회는 여러가지 시대적 영향에 따라 변화를 겪었다. 예컨대 17세기에는 주요 소득원인 비버의 씨가 마르면서 남자들은 더 멀리 나가 사냥을 해야 했고, 남자들이 마을에 부재하는 기간이 길어지면서 여자들은 마을 일에 더 큰 영향력을 행사하게 되었다. 한편, 1924년에는 부족 대표단을 대모들의 선임으로 세우지 말고 민주적으로 투표로 뽑아 세우라는 압박을 받기도 했다.
1799년에 신비체험가 가뇨다이요가 이로쿼이 전통신앙에 기독교를 접목해서 창시한 신흥종교 가이위요에서는 모계 대가족 사회였던 이로쿼이의 전통을 부정하고, 가정을 여성의 영역으로 삼고 농경을 남성의 영역으로 삼는 가부장적 핵가족을 추구했다.

## 정치
이로쿼이 연맹의 최고 정치기구인 육족대평의회(Grand Council of the Six Nations)는 각 씨족의 족장 56인으로 구성되었다. 족장직은 세습직이며, 초대 족장의 이름이 습명으로서 계승되어 족장이 되면 원래 이름을 버리고 습명을 받는다.
21세기 현재 육족대회의 의석은 오논다가 14석, 카유가 10석, 오네이다 9석, 모호크 9석, 세네카 8석, 투스카로라 6석이다. 투스카로라가 합류하기 전 오족대평의회는 오논다가 14석, 모호크 6석, 세네카 6석, 오네이다 9석, 카유가 10석으로 총원 45석이었다.
인류학 선구자 루이스 헨리 모건은 19세기에 이로쿼이 대평의회를 연구하면서 이것을 이로쿼이 연맹의 중앙정부로 해석했다. 모건의 해석은 큰 영향력을 발휘했으나, 대니얼 리히터는 대평의회의 주된 임무는 의례적 역할을 수행하는 것이었지 모건이 상상한 것과 같은 정부는 아니라고 주장했다. 이 설에 따르면 이로쿼이의 정치외교적 결정은 지역 차원에서 각자 알아서 합의제로 이루어지는 것이다. 정책을 개발하고 국민 전체를 위해 정책을 시행하는 중앙정부는 이로쿼이에 존재한 적이 없다. 연맹의 다섯 민족은 각자 독립적으로 행동하며 각자 군대(war bands)를 가졌다.
평의회에서의 결의는 만장일치로 이루어졌다. 1855년 미니 머틀이 관찰하기를, 이로쿼이들이 맺은 조약은 남성 유권자의 75%와 씨족 대모들의 75&의 비준을 받지 못하면 구속력을 상실한다고 기록했다. 평의회에서 법과 관습을 개정하려면 대모단의 3분의 2의 동의가 필요했다. 하지만 반대파를 더블스코어로 압도하는 것은 쉽지 않기 때문에, 대평의회는 사실상의 합의정부로 기능하였다.
대모단은 평의회와 별개로 존재하였고, 씨족 대모들은 실권을 가졌다. 조약에 대한 거부권, 선전포고 결의 등은 대모단의 권한이었다. 대평의회 의원으로 배석하는 각 씨족 추장들은 그 씨족의 대모가 골라 세우도록 되어 있었고, 부적격자로 판단되면 대모가 추장을 탄핵할 수 있었다. 추장 탄핵은 “뿔 부러뜨리기”라고 불렸는데, 추장이 쓰고 있는 사슴뿔 관(지도자의 상징)을 대모가 벗겨 버리면 추장은 직을 상실하고 평범한 개인으로 돌아가게 된다.

## 민족

### 부족
| 영어 이름 (타칭)      | 이로쿼이어 이름 (자칭)       | 의미              | 17-18세기의 본거지 |
| --------------------- | ---------------------------- | ----------------- | ------------------ |
| 모호크(Mohawk)        | 카니엔케하카(Kanien'kehá:ka) | 부싯돌 사람들     | 모호크강           |
| 오네이다(Oneida)      | 오뇨타아카(Onyota'a:ka)      | 선돌의 사람들     | 오네이다호         |
| 오논다가(Onondaga)    | 오논다게가(Onöñda'gega')     | 구릉지대의 사람들 | 오논다가호         |
| 카유가(Cayuga)        | 가요고호노(Gayogo̱ho:nǫʔ)     | 큰 늪의 사람들    | 카유가호           |
| 세네카(Seneca)        | 오논도와가(Onöndowá'ga:)     | 큰 언덕의 사람들  | 세네카호, 지네시강 |
| 투스카로라(Tuscarora) | 스카루레(Ska:rù:rę')         | 삼 모으는 사람들  | 노스캐롤라이나주   |

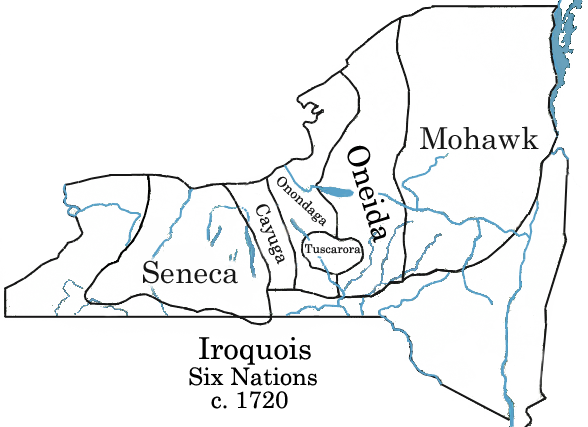

다섯 부족은 동쪽에서 서쪽으로 모호크, 오네이다, 오논다가, 카유가, 세네카 순서대로 살았다. 18세기에 북상해온 투스카로라는 오네이다와 오논다가 사이에 정착했다.

### 씨족
| 세네카            | 카유가            | 오논다가          | 투스카로라                | 오네이다          | 모호크             |
| ----------------- | ----------------- | ----------------- | ------------------------- | ----------------- | ------------------ |
| 늑대(tha:yö:nih)  | 늑대(otahyoñ:ni:) | 늑대(thahyų:nih)  | 늑대 (Θkwarì•nę)          | 늑대 (Thayú:ni)   | 늑대 (Okwáho)      |
| 곰(nyakwai')      | 곰(hnyagwai)      | 곰(ohgwá:ih)      | 곰 (Uhčíhręˀ)             | 곰 (Ohkwá:li)     | 곰 (Ohkwá:ri)      |
| 거북이(ka'no:wa') | 거북이(ganyahdę:) | 거북이(ha'nó:wa:) | 거북이 (Ráˀkwihs)         | 거북이 (A'no:wál) | 거북이 (A'nó:wara) |
| 도요새            | 도요새            | 도요새            | 도요새 (Tawístawis)       | —                 | —                  |
| 사슴(neokë')      | —                 | 사슴(sgęnędų')    | 사슴                      | —                 | —                  |
| 비버              | —                 | 비버              | 비버 (Rakinęhá•ha•ˀ)      | —                 | —                  |
| 왜가리            | 왜가리            | —                 | —                         | —                 | —                  |
| 매                | —                 | 매                | —                         | —                 | —                  |
| —                 | —                 | 뱀장어            | 뱀장어 (Akunęhukwatíha•ˀ) | —                 | —                  |

### 현존 후예 집단
캐나다
- 퀘벡주의 카흐나와케 모호크
- 퀘벡주의 카네흐사타 모호크
- 퀘벡주~온타리오주의 모호크 네이션 앳 아크웨사스네
- 온타리오주의 오네이다 네이션 오브 더 템스
- 온타리오주의 식스 네이션스 오브 더 그랜드리버
- 온타리오주의 톈디나가 모호크
- 온타리오주의 와흐타 모호크

 미국
- 뉴욕주의 카유가 네이션
- 뉴욕주의 가니엔케흐 모호크 (연방정부 비공인)
- 뉴욕주의 가나흐요하레게
- 뉴욕주의 오논다가 네이션
- 뉴욕주의 오네이다 인디언 네이션
- 위스콘신주의 오네이다 네이션
- 뉴욕주의 세인트레지스 밴드 오브 모호크 인디언스
- 뉴욕주의 세네카 네이션
- 오클라호마주의 세네카-카유가 네이션
- 뉴욕주의 토나완다 밴드 오브 세네카
- 뉴욕주의 투스카로라 보호구역

## 같이 보기
- 프랑스와 이로쿼이족의 전쟁
- 모호크족
- 세네카족